# پارک ملی رپووسی
پارک ملی رِپُووِسی (فنلاندی: Repoveden kansallispuisto) در شهرداری‌های کوولا و منتی‌هریو، با تنها چند ساعت فاصله در شمال شرقی منطقه پرجمعیت هلسینکی در جنوب فنلاند واقع شده‌است. منطقه رِپُووِسی که قبلاً محلی برای صنعت جنگلداری تجاری فشرده بود، با موفقیت به یک پارک ملی بکر تبدیل شد. درختان کاج و توس بر دیگر درختان پارک غالب هستند. رِپُووِسی سرشار از حیات وحش از جمله خرس، گوزن و پرندگان مختلف است. رودخانه کوکونیوکی از میان پارک می‌گذرد. دیگر نهرها و دریاچه‌ها نیز در محدوده پارک‌ها قرار دارند.

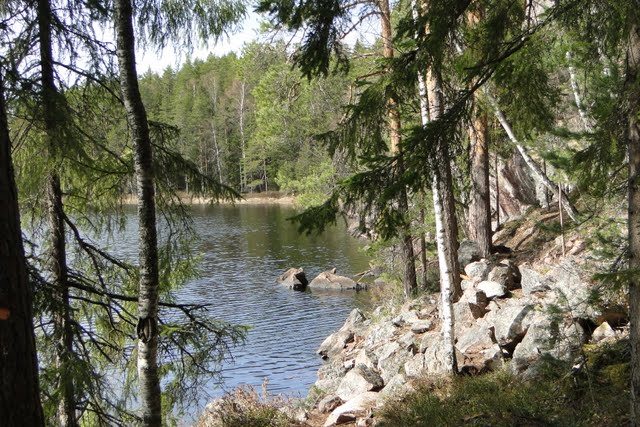

از جاذبه‌ها می‌توان به تپه محبوب کوهنوردان اولهاوانیوری، و مسیر تاکسی دریایی کولتاریتی اشاره کرد. همچنین در این پارک، خلیج کوتین‌لاهتی با کانال‌های رفتینگ چوبی بازسازی‌شده، پل معلق لاپینسالمی، و چندین برج دیدبانی قرار دارد.
جانوران رایج این پارک شامل غواص گلوسرخ ،وشق اوراسیایی، موس، جغدفراوان و چندین ماکیان‌سانان می‌باشند.